# Hayna
Hayna is een plaats in de Duitse gemeente Herxheim bei Landau/Pfalz, deelstaat Rijnland-Palts, en telt 1226 inwoners (2007).